# 14. oktober
14. oktober je 287. dan leta (288. v prestopnih letih) v gregorijanskem koledarju. Ostaja še 78 dni.

## Dogodki
- 1066 – bitka pri Hastingsu, prva zmaga Normanov nad Sasi v normanskem zavzetju Anglije
- 1773 – v Republiki obeh narodov ustanovijo Komisijo za narodno šolstvo, prvo znano šolsko ministrstvo
- 1806 – Napoleon v bitki pri Jeni premaga Prusijo
- 1809:
  - podpisana mirovna pogodba v Schönbrunnu
  - ustanovljene Ilirske province
- 1840 – libanonski emir Bašir Šihab II. se umakne v izgnanstvo na Malto
- 1873 – izide prva številka Slovenca
- 1914 – Canadian Expeditionary Force pristane v Plymouthu
- 1926 – v Združenem kraljestvu izide knjiga Medved Pu
- 1934 – Tretji rajh izstopi iz londonske konference o razoroževanju
- 1936:
  - prvi pripadniki mednarodnih brigad prispejo v Albacete
  - Belgija se zavzema za politiko neodvisnosti
- 1939 – U-47 potopi bojno ladjo HMS Royal Oak
- 1941:
  - sprejet zakon o delovni obveznosti Luksemburžanov od 17 do 25 let
  - zavezniško letalstvo napade Maribor
- 1943 – Japonska razglasi neodvisnost Filipinov
- 1944 – britanska vojska zasede Atene
- 1947 – Charles Chuck Yeager z raketnim letalom Bell X-1 kot prvi človek prebije zvočni zid
- 1964 – Martin Luther King mlajši prejme Nobelovo nagrado za mir
- 2012 – Felix Baumgartner skoči iz višine 39.000 m in tako postavi nov rekord v višinskih skokih

## Rojstva
- 1257 – Pšemislav II., vojvoda Velikopoljske, poljski kralj († 1296)
- 1465 – Konrad Peutinger, nemški diplomat, humanist († 1547)
- 1503 – Nostradamus, francoski zdravnik, astrolog, jasnovidec († 1566)
- 1542 – Akbar Veliki, indijski šah († 1605)
- 1644 – William Penn, angleški kvekerski voditelj, pisatelj († 1718)
- 1696 – Samuel Johnson, ameriški filozof († 1772)
- 1786 – Julius Jacob von Haynau, avstrijski general († 1853)
- 1788 – sir Edward Sabine, irski astronom, fizik, ornitolog, raziskovalec († 1883)
- 1839 – Franc Kalister, slovenski poslovnež in mecen († 1901)
- 1840 – Dimitri Pisarev, ruski pisatelj in družbeni kritik († 1868)
- 1841 – Ito Hirobumi, japonski državnik († 1909)
- 1846 – grof Kasimir Felix Badeni, avstrijski politik poljskega rodu († 1909)
- 1861 – Artur Gavazzi, hrvaški geograf italijanskega rodu († 1944)
- 1874 – Hugo Erfurth, nemški fotograf († 1948)
- 1882 – Eamon de Valera, irski državnik, predsednik († 1975)
- 1890 – Dwight David Eisenhower, ameriški general, predsednik († 1969)
- 1895 – Josip Vidmar, slovenski kritik, prevajalec, esejist, politik († 1992)
- 1900 – William Edwards Deming, ameriški fizik in statistik († 1993)
- 1906 – Hannah Arendt, ameriška filozofinja nemško-judovskega rodu († 1975)
- 1909 – Bernd Rosemeyer, nemški avtomobilski dirkač († 1938)
- 1927 – sir Roger Moore, angleški filmski igralec († 2017)
- 1930 – Mobutu Sese Seko, kongoški diktator († 1997)
- 1939 – Ralph Lauren, ameriški modni oblikovalec
- 1940 – Cliff Richard, britanski pevec
- 1952 – Nikolaj Jefimovič Andrianov, ruski telovadec († 2011)
- 1960 – Steve Cram, angleški atlet
- 1969 – Simona Dimic, slovenska inženirka kemijske tehnologije in političarka
- 1973 – George Floyd, ameriški kriminalec († 2020)
- 1976 – Nataša Kejžar, slovenska plavalka
- 1976 – Andreas Widhölzl, avstrijski smučarski skakalec
- 1978 – Paul Hunter, angleški igralec snookerja († 2006)
- 1984 – Peter Šuhel, slovenski informatik, vodja kabineta predsednika vlade RS

## Smrti
- 322 pr. n. št. – Demosten, grški govornik (*ok. 384 pr. n. št.)
- 1066 – Harald Godwinson, angleški kralj (* 1022)
- 1077 – Andronik Dukas, bizantinski general
- 1092 – Nizamul al-Mulk, seldžuški vezir (* 1018)
- 1103 – Humbert II., savojski grof
- 1152 – Ralf I., grof Vermandoisa (* 1085)
- 1172 – Ludvik II., deželni grof Turingije (* 1128)
- 1184 – Abu Jakub Jusuf I., almohadski kalif (* 1135)
- 1205 – Roman Veliki, kijevski veliki knez (* 1152)
- 1217 – Izabela, grofica Gloucester, angleška kraljica (* 1173)
- 1256 – Kudžo Joricugo, 5. japonski šogun (* 1239)
- 1310 – Blanka Anžujska, neapeljska princesa, aragonska in sicilska kraljica (* 1280)
- 1318 – Edward Bruce, škotski plemič, irski nadkralj,grof Carrick (* 1280)
- 1817 – Fjodor Fjodorovič Ušakov, ruski mornariški častnik, admiral (* 1744)
- 1831 – Jean-Louis Pons, francoski astronom (* 1761)
- 1942 – Vinko Košak, slovenski pesnik, publicist (* 1903)
- 1944 – Erwin Rommel, nemški feldmaršal (* 1891)
- 1959 – Errol Flynn, avstralski filmski igralec (* 1909)
- 1960 – Abraham Fjodorovič Joffe, ruski fizik (* 1880)
- 1977 – Bing Crosby, ameriški pevec (* 1903)
- 1984 – Martin Ryle, angleški fizik in astronom, nobelovec 1974 (* 1918)
- 1986 – Bojan Štih, slovenski pisatelj, publicist (* 1923)
- 1990 – Leonard Bernstein, ameriški skladatelj, dirigent judovskega rodu (* 1918)
- 1998 – Frankie Yankovic, ameriški glasbenik slovenskega rodu (* 1915)
- 1999 – Julius Nyerere, tanzanijski politik in državnik (* 1922)
- 2010 – Benoît Mandelbrot, francosko-ameriški matematik (* 1924)
- 2011 – Ivan Dolničar, slovenski prvoborec, komunist, partizan, politični komisar, vojaški pedagog, general in politik (* 1921)
- 2023 – Piper Laurie, ameriška igralka (* 1932)